# Grünow, Brandenburg
Grünow är en kommun och ort i Landkreis Uckermark i förbundslandet Brandenburg i Tyskland. 
Kommunen ingår i kommunalförbundet Amt Gramzow tillsammans med kommunerna Gramzow, Oberuckersee, Randowtal, Uckerfelde och Zichow.